# Walckenaeria insperata
Walckenaeria insperata este o specie de păianjeni din genul Walckenaeria, familia Linyphiidae, descrisă de Millidge, 1979.
Este endemică în Italia. Conform Catalogue of Life specia Walckenaeria insperata nu are subspecii cunoscute.